# Günther Jontes
Günther Jontes (* 26. Dezember 1939 in Graz) ist ein österreichischer Volkskundler. Er war von 1983 bis zu seiner Emeritierung a.o. Universitätsprofessor am Institut für Kulturanthropologie und Europäische Ethnologie  der Karl-Franzens-Universität Graz, das früher Institut für Volkskunde genannt wurde.

## Wirken
Jontes war von 1970 bis 2001 Direktor des Museums der Stadt Leoben und ist seit 1989 Mitglied der Historischen Landeskommission für Steiermark, davon ab 2002 bis 2016 Mitglied des Ständigen Ausschusses.
Das Hauptaugenmerk liegt bei Jontes auf Europäischer Volkskunde und Kulturgeschichte. Seine Forschungsschwerpunkte betreffen Montan- und Funeralkultur, Volkserzählung, Sprachwissenschaft und Sachvolkskunde.
Jontes beschäftigte sich auch mit außereuropäischen Kulturen, besonders der Kultur Indiens und der Himalayaländer.
Er veröffentlichte Bücher und wissenschaftliche Arbeiten, besonders zur steirischen Geschichte und Kulturgeschichte. Er ist auch nach seiner Pensionierung wissenschaftlich tätig.
Jontes ist verheiratet mit Lieselotte Jontes, einer promovierten Historikerin, die bis zu ihrer Pensionierung Bibliothekarin und Fachreferentin für die Dokumentation des Montanwesens an der Montanuniversität Leoben gewesen ist.
Er war Mitglied der Grazer Burschenschaft Allemannia.

## Publikationen
- 1965 Wörter des Ackerbaues und anderer bäuerlicher Arbeitskreise in der Mundart zwischen Raab und Ilz. Phil. Diss., Graz 1965 (mit einem Anhang über die bäuerlichen Bezeichnungen der Jahreszeiten).
- 1977 Vordernberg und Eisenerz im Jahr 1793. Montanistisches aus K. F. Leitners „Vaterländischer Reise von Grätz über Eisenerz nach Steyr“ (= Leobener Grüne Hefte 175). Wien 1977
- 1977 Stift Göß. Ein Führer durch Geschichte und Kunst. Leoben 1977
- 1982 Fastenzeit und Osterbrauch in den Sakrallandschaften um den Steirischen Erzberg. Habilitation, Graz 1982
- 1987 (mit Kurt Woisetschläger): Die ehemalige Jesuiten- und heutige Stadtpfarrkirche St. Xaver zu Leoben. Geschichte und Kunst, Leoben 1987
- 1989 Leoben, die alte Bergstadt. Geschichte, Kunst, Gegenwart. Fohnsdorf 1989
- 1993 Waasenkirche. Ein Führer durch Geschichte und Kunst. Leoben 1993
- 1997 Der Vorfriede von Leoben 1797 und die Ereignisse der ersten französischen Invasion in der Steiermark. Leoben 1997
- 1998 Österreichisches Schimpfwörterlexikon. Graz 1998 (Neuauflage unter dem Titel Österreichisches Schimpfwörterbuch. Graz 2009).
- 1998 Kayserfleisch und Steirerkas. Streifzüge durch die kulinarische Vergangenheit der Steiermark. Graz 1998
- 1998 Unruhige Zeiten. Ein Leobener Briefträger erlebt das Revolutionsjahr 1848. Aus den Tagebüchern des Joseph Karrer. Leoben 1998
- 1999 Göß 1914–1918. Ein Leobener Stadtteil erleidet den Ersten Weltkrieg. Die Kriegschronik des Oberlehrers und Schulleiters Anton Lex. Leoben 1999
- 2001 Bergknapp, Teufel, Wassermann. Das Sagenbuch der Steirischen Eisenstraße. Leoben 2001
- 2002 Der Dalai Lama – ganz nah. Texte und Fotos. Graz 2002
- 2003 Die Chronik des Benediktinerinnenstiftes Göß. „1782 sünd wir aufgehoben worden“. Leoben 2003
- 2005 St. Xaver zu Leoben. Von der Ordens- zur Stadtpfarrkirche. Ein Führer durch Geschichte und Kunst. Leoben 2005
- 2006 Die evangelische Gustav-Adolf-Kirche zu Leoben. Ein Führer durch Geschichte und Kunst. Leoben 2006
- 2007 Die Grüne, die Eherne Mark. Eine kurze Fassung der langen Geschichte der Steiermark. Trautenfels 2007
- 2007 Als ich Christtagsfreude holen ging. Mit Peter Rosegger durch Advent und Weihnachtszeit. Graz 2007
- 2008 A 33 Scho wieda steirisch g’redt. Graz 2008

### Herausgeberschaft, Redaktion
- 1973 (Hrsg.): Der Leobener Strauß. Beiträge zur Geschichte, Kunstgeschichte und Kulturgeschichte von Stadt und Bezirk Leoben. Leoben 1973/1982
- 1979 (Red.): Montangeschichte des Erzberggebietes. Vorträge der Arbeitstagung vom 17. bis 19. 11. 1978 in Vordernberg. Leoben 1979
- 1979 (Hrsg.): Alt-Leoben. Geschichtsblätter zur Vergangenheit von Stadt und Bezirk. Leoben 1979/1992
- 1982 (Red.): Erzherzog-Johann-Jahr 1982 in Leoben. Eine Stadt gedenkt des steirischen Prinzen. Veranstaltungen des Erzherzog-Johann-Kuratoriums. Leoben 1982
- 1984 (Hrsg. mit Helmut Eberhart, Völker Hänsel, Elisabeth Katschnig-Fasch): Bauen – Wohnen – Gestalten. Festschrift für Oskar Moser zum 70. Geburtstag (= Schriftenreihe des Landschaftsmuseums Schloß Trautenfels am Steiermärkischen Landesmuseum Joanneum 2). Trautenfels 1984
- 1987 B 6 (Hrsg.): Isidor Proschko: Erzählungen aus Österreichs Vergangenheit. Fohnsdorf 1987
- 1998 B 7 (Red. mit Bettina Zorn, Susanne Leitner-Böchzelt): China – Verborgene Schätze. Auferstehung einer 2000jährigen Kultur. Grabfunde der Han-Dynastie. Kunsthalle Leoben, 15. Mai bis 19. November 1998, Ausstellungskatalog, Leoben 1998
- 1999 (Red. mit Christian Schicklgruber, Susanne Leitner-Böchzelt): Götter des Himalaya. Geheimnisvolle Welt des mystischen Tibet. Ausstellungskatalog. Kunsthalle Leoben, 15. Mai bis 14. November 1999, Leoben 1999
- 2000 (Red. mit Susanne Leitner-Böchzelt): Peru – Versunkene Kulturen. Ausstellungskatalog. Kunsthalle Leoben 11. März bis 5. November 2000. Die Welt der Inka, Mochica, Nasca, Lambayeque, Chimú, Leoben 2000
- 2006 (Hrsg. mit Otto Schinnerl): Berggeist, Zauberer, Wilde Jagd. Sagen aus dem steirischen Almland, erzählt und gezeichnet von den Kindern der Volksschule Arzberg. Arzberg 2006

## Auszeichnungen
- 2021: Großes Goldenes Ehrenzeichen des Landes Steiermark[2][3][4]